# Neosharpiella turgida
Neosharpiella turgida är en bladmossart som beskrevs av H. Robinson och Delgadillo M. 1973. Neosharpiella turgida ingår i släktet Neosharpiella och familjen Gigaspermaceae. Inga underarter finns listade i Catalogue of Life.